# Richard J. Schmeelk
 (juillet 2018).
Si vous disposez d'ouvrages ou d'articles de référence ou si vous connaissez des sites web de qualité traitant du thème abordé ici, merci de compléter l'article en donnant les références utiles à sa vérifiabilité et en les liant à la section « Notes et références ».
Richard J. Schmeelk est un banquier d’affaires américain.
Il a travaillé chez Salomon Brothers à New York comme conseiller financier très influent auprès des premiers ministres du Canada et des provinces[réf. nécessaire], des ministres des finances et des chefs d’entreprise d’un bout à l’autre du pays.